# Орсьєр (Вале)
Орсьєр (фр. Orsières) — місто  в Швейцарії в кантоні Вале, округ Антремон.

## Географія
Місто розташоване на відстані близько 105 км на південь від Берна, 29 км на південний захід від Сьйона.
Орсьєр має площу 164,9 км², з яких на 1,8% дозволяється будівництво (житлове та будівництво доріг), 15,9% використовуються в сільськогосподарських цілях, 26,9% зайнято лісами, 55,4% не є продуктивними (річки, льодовики або гори).

## Демографія
2019 року в місті мешкало 3172 особи (+3,1% порівняно з 2010 роком), іноземців було 13,9%. Густота населення становила 19 осіб/км².
За віковим діапазоном населення розподілялося таким чином: 22,8% — особи молодші 20 років, 54,3% — особи у віці 20—64 років, 22,9% — особи у віці 65 років та старші. Було 1342 помешкань (у середньому 2,3 особи в помешканні).
Із загальної кількості 1259 працюючих 131 був зайнятий в первинному секторі, 405 — в обробній промисловості, 723 — в галузі послуг.